# Lutz Gärtner
Lutz Gärtner (* 1. Oktober 1944; nach anderen Quellen Ludger Gärtner) ist ein ehemaliger deutscher Fußballspieler.

## Werdegang
Der Mittelfeldspieler Lutz Gärtner begann seine Karriere bei Arminia Bockum-Hövel. Über die DJK Gütersloh und die Hammer SpVg wechselte er im Jahre 1968 zum Regionalligisten Lüner SV. Innerhalb von drei Jahren absolvierte er dort 84 Spiele, in denen er 17 Tore erzielte. Im Sommer 1971 kehrte Gärtner zum Ligarivalen DJK Gütersloh, mit dem er sich drei Jahre später für die neu geschaffene 2. Bundesliga Nord qualifizierte. Er feierte sein Debüt in der 2. Bundesliga am 3. August 1974 bei der 2:5-Niederlage der Gütersloher beim 1. SC Göttingen 05. Am Saisonende verließ er die DJK Gütersloh mit unbekanntem Ziel. Für die DJK absolvierte er 25 Zweitligaspiele, in denen er vier Tore erzielte, und 96 Regionalligaspiele, bei denen ihm 17 Tore gelangen.